# ERepublik
eRepublik es un videojuego multijugador masivo en línea, red social y juego de estrategia desarrollado por eRepublik Labs Limited que lo abrió al público el 20 de noviembre de 2007. Es accesible a través de Internet de forma gratuita. El juego se desarrolla en un mundo paralelo llamado el Nuevo Mundo donde los jugadores, conocidos como ciudadanos, participan en la política local y nacional, establecen políticas económicas, crean negocios y mantienen guerras con otros países. Ha sido desarrollado por Alexis Bonte y George Lemnaru.
El 30 de mayo de 2017 eRepublik fue adquirido por Stillfront Group.

## Descripción
eRepublik combina las características de red social y juego de estrategia, sin intervención de inteligencia artificial. Los participantes pueden ser empleados, poseer negocios propios, fundar partidos políticos, votar en elecciones, convertirse en presidentes de un partido, del país o bien miembros del congreso. También es posible crear un periódico e incluso participar en conflictos bélicos. El juego contiene muy pocos elementos visuales y es principalmente un juego de texto. 
Al participar, el ciudadano escoge en qué país desea vivir. Cada uno de estos países recibe el nombre de un país del mundo real y se sitúa de forma análoga. El ciudadano busca empleo en una empresa del mundo y se le da la oportunidad de entrenar como soldado y de participar en batallas.
El juego dispone de su propia wiki, lo que permite ir redactando la historia de los diferentes hechos que ocurren en la simulación.

## Actualizaciones

### Versión 1
La V1 fue lanzada el 14 de octubre de 2008 y remplazó la fase beta del juego. La principal característica de esta versión fue la posibilidad de crear organizaciones, un tipo de cuentas alternativas que permitían administrar empresas con mayor comodidad.

### Versión 2
eRepublik Rising es la segunda versión de eRepublik y fue lanzado oficialmente el 7 de julio de 2010, tras más de medio año de anuncios. En la V2 se introdujeron cambios estéticos a la par de nuevas profesiones laborales y un rediseñado módulo de guerra basado en turnos. Se implementó además un sistema de administración del tiempo, donde el jugador decidía cuánto tiempo destinar al trabajo, estudio, ocio y entretenimiento de su personaje.
A poco de la actualización, muchos jugadores comenzaron a quejarse de una caída drástica en la calidad del juego, mayor cantidad de cuentas falsas y problemas en el módulo de guerra.
Desde la liberación de eRepublik Rising la cantidad total de miembros se redujo casi a la mitad; con un pico a principios de julio de alrededor de 400 000 jugadores, en septiembre ya se encontraba cerca de los 186 000. Aparentemente, las naciones con mayor número de jugadores fueron las más afectadas: Polonia, que una vez fue la nación más grande en el juego con más de 60000 ciudadanos, vio disminuir su población a tan solo 15 000 habitantes exactamente dos meses después de la liberación de eRepublik Rising. 
El costo de vida en la V2 se incrementó. Las pérdidas de salud eran más grandes. Muchas de las nuevas empresas creadas resultaron no ser tan rentables como se esperaba, lo que provocó una especie de colapso económico.
Muchos jugadores acusaron a la administración de que la aplicación de sus actualizaciones estaban dirigidas a favorecer demasiado a los jugadores capaces de comprar oro (la moneda de referencia del juego).
La inestabilidad económica y demográfica del juego después de la liberación V2 causó el colapso de muchas naciones. Por ejemplo, Rusia, con frecuencia considerada como una de las naciones más estables y poderosas, al final de la V1 había sido dividida por Polonia, EE. UU. y China. Australia, un aliado muy bien protegido por las potencias vencedoras en las particiones de Rusia, fue fácilmente conquistada por Indonesia, considerado como un imperio en decadencia que había perdido sus ricos recursos en manos extranjeras.
Con el tiempo, muchos elementos de esta versión fueron removidos, incluso la denominación de eRepublik Rising.

### Versión 3
En noviembre de 2010, tan sólo unos meses después de la introducción de la V2, el equipo de eRepublik abandonó el concepto y liberó una nueva versión, la V3, que resultó una simplificación de la versión previa sumado a un nuevo módulo militar. Se quitó el sistema de gestión de tiempo, la especialización laboral, la gestión de propaganda y la batalla estratégica. En el plano económico, se unificaron las monedas nacionales, lo que provocó que la monedad de referencia, el oro, tuviera un único valor.